# La Torre (Sant Joan de les Abadesses)
La Torre és una obra de Sant Joan de les Abadesses (Ripollès) declarada Bé Cultural d'Interès Nacional.

## Descripció
Masia amb una torre de defensa quadrada.
Conjunt format per una torre com a nucli central i unió entre les edificacions secundàries que l'envolten. És el cas més clar on la torre sembla haver tingut funcions defensives o de vigia, doncs la torre sembla haver estat el primer edifici i que les altres construccions hagin sortit una a una al temps que es creaven les necessitats agrícoles.